# Daniils Turkovs
Daniils Turkovs, né le 17 février 1988 à Jurmala en Lettonie, est un footballeur international letton, qui évolue au poste d'attaquant.

## Biographie

### Carrière de joueur
Daniils Turkovs dispute 4 matchs en Ligue des champions, et 7 matchs en Ligue Europa, pour un but inscrit,.

### Carrière internationale
Daniils Turkovs compte cinq sélections avec l'équipe de Lettonie entre 2010 et 2013. 
Il est convoqué pour la première fois par le sélectionneur national Aleksandrs Starkovs pour un match amical contre la Chine le 17 novembre 2010 (défaite 1-0). Il reçoit sa dernière sélection le 15 novembre 2013 contre l'Irlande (défaite 3-0).

## Palmarès
- Avec le Skonto Riga
  - Champion de Lettonie en 2010

- Avec le FK Ventspils
  - Champion de Lettonie en 2013
  - Vainqueur de la Coupe de Lettonie en 2013

- Avec le GKS Bełchatów
  - Champion de Pologne de D2 en 2014